# Liste der Wasserschutzgebiete in der Freien Hansestadt Bremen

In der Liste der Wasserschutzgebiete in der Freien Hansestadt Bremen sind die rechtskräftig festgesetzten Wasserschutzgebiete (WSG) in der Freien Hansestadt Bremen aufgelistet. Insgesamt sind in der Freien Hansestadt Bremen drei Wasserschutzgebiete durch Wasserschutzgebietsverordnungen, unterteilt nach drei Schutzzonen mit jeweils unterschiedlichen Schutzbestimmungen, ausgewiesen.

## Wasserschutzgebiete in der Freien Hansestadt Bremen
| WSG-Name                             | Datum der Festsetzung | Datum des Inkrafttretens | Fläche (km²) | Stadt Lage    | Bild             |
| ------------------------------------ | --------------------- | ------------------------ | ------------ | ------------- | ---------------- |
| Wasserschutzgebiet Langen-Leherheide | 1975-04-29 2008-12-01 | 1975-05-01 2009-01-02    | [ Anm. 1 ]   | Bremerhaven ⊙ |                  |
| Wasserschutzgebiet Blumenthal        | 1986-12-02 2014-02-06 | 1987-01-01 2014-02-12    | 12,2         | Bremen ⊙      | (weitere Bilder) |
| Wasserschutzgebiet Wulsdorf          | 1975-04-15            | 1975-04-29               |              | Bremerhaven ⊙ |                  |
| Wasserschutzgebiet Vegesack          | 2023-03-05            | 2023-03-31               |              | Bremen ⊙      |                  |